# جنگ بنت
جنگ بنت (به انگلیسی: Bennett's War) یک فیلم سینمایی درام ورزشی آمریکایی محصول سال ۲۰۱۹ به نویسندگی و کارگردانی الکس راناریولو است. در این فیلم مایکل روارک، تریس ادکینز، علی افشار و آلیسون پیج بازی می‌کنند. این فیلم در تاریخ ۳۰ اوت ۲۰۱۹ به صورت سینمایی در ایالات متحده اکران شد.

## داستان
مارشال بنت ، پیشکسوت موتورکراس که پس از زخمی شدن در حین خدمت نظامی در افغانستان، بعید است دوباره به موتور سواری برگردد تلاش می‌کند تا برای نجات مزرعه خانوادگی‌اش جایزه بگیرد.

## بازیگران
- مایکل روارک در نقش مارشال بنت
- تریس ادکینز در نقش کال بنت
- علی افشار در نقش کوروش
- آلیسون پیج در نقش سوفی بنت
- هانتر کلودوس در نقش کریس واکر
- براندو ایتون در نقش کورت واکر
- مایکل کینگ در نقش رایلی
- تونی پانتررا به عنوان خودش[۴] این فیلم بر اساس داستانی از جانبازان مجروح در زندگی واقعی ساخته شده‌است،[۵] و در پیست‌های واقعی موتور کراس با موتورهای واقعی ساخته شده‌است.[۶]

## انتشار فیلم
جنگ بنت برای اولین بار در نشویل، تنسی، در تاریخ ۲۹ اوت ۲۰۱۹ منتشر شد و در ۳۰ اوت ۲۰۱۹ در ایالات متحده اکران شد.